# Cleveland Park
Cleveland Park est un quartier résidentiel du Northwest de Washington. Il s'agit d'un quartier historique.

Cleveland Park.